# Dans la peau d'une blonde
Pour les articles homonymes, voir Switch.
Pour plus de détails, voir Fiche technique et Distribution.
Dans la peau d'une blonde (Switch), ou Mes deux vies au Québec, est une comédie américaine écrite et réalisée par Blake Edwards, sortie en 1991.

## Synopsis
Steve Brooks est un séducteur impénitent doublé d'un odieux macho. Trois de ses anciennes conquêtes décident de mettre un terme à ses exploits en lui offrant une ultime orgie. Mort, on lui offre une chance d'entrer au paradis s'il trouve une femme qui l'aime. Pour corser l'épreuve, le Diable le transforme en femme…

## Fiche technique
- Titre original : Switch
- Titre français : Dans la peau d'une blonde
- Titre québécois : Mes deux vies
- Réalisation : Blake Edwards
- Scénario : Blake Edwards
- Musique : Don Grady et Henry Mancini
- Direction artistique : Sandy Getzler
- Décors : Rodger Maus
- Costumes : Ellen Mirojnick
- Photographie : Dick Bush
- Montage : Robert Pergament
- Production : Tony Adams
- Société de production : Beco Films, Cinema Plus et Home Box Office
- Société de distribution : Warner Bros. Pictures (États-Unis), Acteurs Auteurs Associés (AAA) (France)
- Pays de production :  États-Unis
- Langue originale : anglais
- Format : couleur
- Genre : comédie fantastique
- Durée : 103 minutes
- Dates de sortie :
  - États-Unis : 10 mai 1991
  - France : 19 juin 1991

## Distribution
- Ellen Barkin (VF : Virginie Ledieu ; VQ : Sophie Faucher) : Amanda Brooks
- Jimmy Smits (VF : Bernard Lanneau ; VQ : Jean-Luc Montminy) : Walter Stone
- JoBeth Williams (VF : Marion Game) : Margo Brofman
- Lorraine Bracco (VF : Michèle Buzynski ; VQ : Anne Bédard) : Sheila Faxton
- Tony Roberts (VF : Jean-Louis Maury) : Arnold Freidkin
- Perry King (VF : Yves-Marie Maurin) : Steve Brooks
- Bruce Payne (VF : Max André ;VQ : Marc Bellier) : Le Diable
- Lysette Anthony : Liz
- Victoria Mahoney (VF : Pascale Vital) : Felicia
- Basil Hoffman (VF : Bernard Tixier) : Higgins
- Catherine Keener : La secrétaire de Steve
- Kevin Kilner (VF : Hervé Jolly) : Dan Jones
- Diana Chesney (VQ : Béatrice Picard) : Mme Wetherspon
- Joe Flood (VF : Jacques Dynam) : Mac, le gardien de l'immeuble
- Téa Leoni (VF : Maïk Darah) : Connie, la Dream Girl
- James Harper (VF : Richard Leblond) : Le lieutenant Laster
- John Lafayette : Le sergent Phillips
- Jim J. Bullock (VF : Jean-Pierre Leroux) : Pacha
- Yvette Freeman (VF : Liliane Gaudet) : Mae

## Distinctions
Nominations
- Golden Globes 1992
  - Meilleure actrice dans un film musical ou une comédie : Ellen Barkin[1]
- Grammy Awards 1992
  - Meilleure chanson écrite spécialement pour le cinéma ou la télévision : You Can't Resist It (Lyle Lovett)